# Maria Elizabetha Jacson
Maria Elizabetha Jacson (1755 – 10 de octubre de 1829) fue una escritora y naturalista inglesa, con su hermana, Frances Jacson (1754–1842), conocida por sus libros en botánica; ambas vivientes cuando había obstáculos significativos a la autoría de las mujeres. En algunas fuentes su nombre aparece como Maria Jackson, Mary Jackson, o Mary Elizabeth Jackson. Ocupó la mayoría de su vida en Cheshire y Derbyshire, donde vivía con su hermana, tras la muerte de su padre.
Las convenciones sociales de los tiempos le obligaron a publicar anónimamente. Fue influida por Erasmo Darwin, en un momento en que la nueva pero controvertida clasificación sexual de plantas propuesta por Linneo se estaba haciendo conocida en Inglaterra. Publicó cuatro libros sobre el tema.

## Biografía

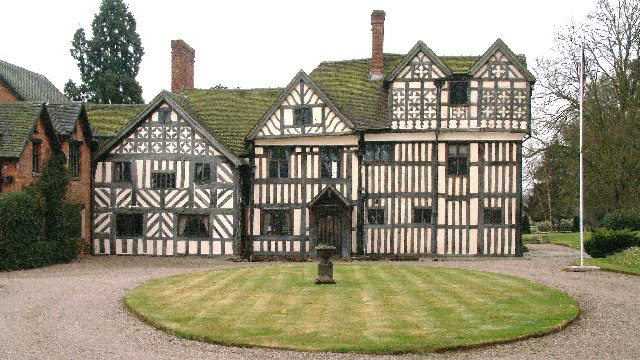
Somersal Hall, Derbyshire, el hogar de las hermanas Jacson, 1808

Maria y Frances eran dos de cinco hijos supervivientes del rector anglicano de Bebington, Cheshire, el Rev. Simon Jacson (1728–1808), y su mujer Anne Fitzherbert (ca. 1729 – 1795), la hija mayor de Richard Fitzherbert de Somersal Herbert en Derbyshire. La familia había sido terratenientes y clérigos en Cheshire y Derbyshire desde principios del siglo XVII. Su hermano mayor Roger (1753–1826) sucedió a su padre como rector en 1771, después de que la familia se mudó a Stockport (1777–87), Cheshire  y luego a Tarporley en el mismo condado, donde su padre fue rector . Su hermana, Anne (-1805) se casó, mientras Maria y Frances quedaron solteras, y cuidaron de su padre después de enviudar en 1795, fallando su salud, y falleciendo en 1808.
Mientras estaban en Tarporley, la familia se preocupó por su otro hermano Shallcross (muerto en 1821), también un sacerdote ordenado, que bebía y apostaba a carreras de caballos. La necesidad de pagar sus deudas fue el estímulo para que las hermanas volvieran a escribir. Tras la muerte de su padre, en 1808, tuvieron que encontrar un nuevo hogar y aceptar una oferta hecha por su primo de Fitzherbert, señor St Helens (1753 - 1839) para prestar Somersal Hall, una casa parcialmente Tudor en Somersal Herbert, Derbyshire de por vida. Somersal Hall fue la casa ancestral de los Fitzherberts y cuando Frances Fitzherbert murió (1806), la herencia pasó a su sobrino Roger Jacson, que la vendió, pero fue recomprada por Lord St Helens, descendiente de una línea diferente de Fitzherberts. Los problemas de Shallcross resurgieron, con deudas por un total de £ 1760. Francis las pagó con sus ganancias de otras dos novelas y con la ayuda de Roger y María. Shallcross murió en 1821. Los niños de Jacson eran primos de Sir Brooke Boothby, cerca de Ashbourne y miembro de la Sociedad Botánica de Lichfield, que los puso en contacto con la cultura de la Ilustración a través de Erasmus Darwin y otros escritores contemporáneos sobre ciencia, así como el círculo literario de Anna Seward en Lichfield, Staffordshire.
En 1829, mientras las hermanas se quedaban con sus amigos en Chelford, en Cheshire, María se enfermó repentinamente, con fiebre, y murió el 10 de octubre de 1829 dejando a su hermana desolada.

## Obra

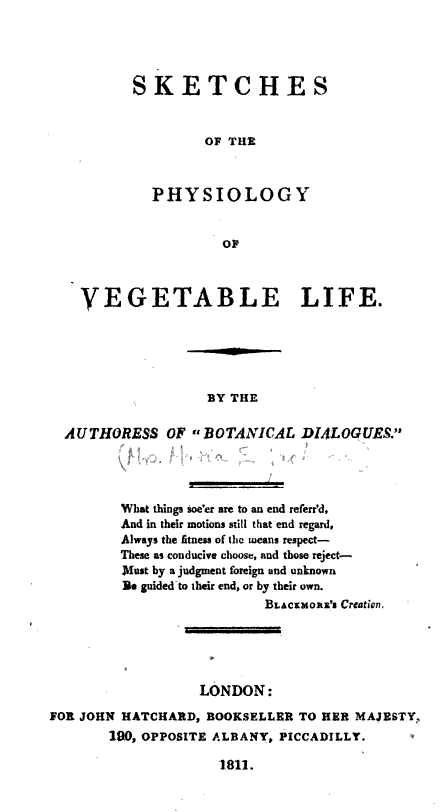
Página de título, Croquis 1811

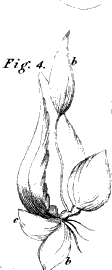
Iris Xiphium, de Croquis

Maria Jacson mostró señales tempranas de afición a la botánica, a través de su excelencia en dibujo, horticultura y experimentos vegetales. Darwin describe un dibujo hecho en 1788 de una mosca de Venus trampa, declarando que esa "Lady quién añade mucho conocimiento botánico a muchos otros elegantes adquisiciones". Maria Jacson, fue parte de la primera generación de escritoras de ciencia mujeres, Es conocida por sus escritos en botánica. Su editor hizo un elogio por Darwin y Boothby ("explicando con precisión una ciencia difícil de una manera fácil y familiar") entre los prefacios de su primer libro, Diálogos botánicos (1797), escrito a la edad de cuarenta y dos, que fue bien recibido . Darwin también recomendó los trabajos de Maria en su Plan para la Conducta de Educación Femenina de aquel año;
Pero hay un nuevo tratado introductorio a la botánica llamado Diálogos Botánicos para el uso de las escuelas, bien adaptado a este propósito, escrito por M. E. Jacson, una dama muy hábil en botánica, y publicado por Johnson, Londres.
Sin embargo, el libro no pasó más allá de una primera edición, posiblemente porque estaba demasiado avanzado para la audiencia joven a la que estaba destinado.
Por esa razón ella retrabajó el material a un formato más de adulto en Botanical Lectures By A Lady (Conferencias Botánicas Por Una Señora) (1804) describiendo el último como sigue: "Un sistema elemental completo que permita al estudiante de cualquier edad superar esas dificultades que hasta ahora han impedido, con demasiada frecuencia, la perfecta adquisición de esta interesante ciencia".
Estaba familiarizada con la traducción del Linnaeus System of Vegetables (1785) de la Sociedad Botánica de Lichfield, para la cual pretendía que sus Conferencias Botánicas fueran una introducción, pero en una sociedad que desaprobaba la educación femenina y en particular la nueva clasificación sexual de las plantas, ella transitó cautelosamente entre los linneanos y las ideas contemporáneas. Completó tres libros sobre botánica linneana y fisiología vegetal y un cuarto sobre horticultura. Su Florist's Manual salió en varias ediciones. En su escrito se enfrentó a dos importantes obstáculos: la reacción contra las mujeres cultas, tal como la caracterizaron Richard Polwhele y su hostil poema satírico "The Unsex'd Females" (1798) y las preocupaciones morales de una sociedad que sentía que una cuestión tan delicada como la reproducción sexual de las plantas era materia inapropiada para la "modestia femenina" a la que se exponía. Su política sexual es evidente en su resistencia a la primacía de Linneo de las características sexuales masculinas en su sistema de clasificación, haciendo hincapié en que el pistilo femenino es de igual importancia al estambre masculino.
Dadas las restricciones sobre las escritoras de esa época, sus libros se publicaron anónimamente 'por una señora' excepto la introducción de Conferencias Botánicas  firmada con las iniciales M.E.J. Al final de la tercera edición (1827) del Manual del Florista, aparecen las palabras "Maria Elizabeth Jackson, Somersal Hall, Uttoxeter, Staffordshire." Dado que contiene una serie de errores, es posible que haya sido agregado por el editor. La primera edición termina con "M.E.J. Somersal Hall". Sus escritos más tempranos estuvieron muy influenciados por Darwin, aun así sus "Sketches of the Physiology of Vegetable Life" ("Croquis de la Fisiología de Vida de Vegetal") (1811), marcó una nueva dirección independiente, que ilustró con sus propios dibujos.
- Botanical Dialogues 1797

- Botanical Lectures By A Lady 1804 (ed. revisada de Dialogues, para una amplia audiencia)

- Sketches of the Physiology of Vegetable Life 1811

- A Florist's Manual 1816

### Obras
- Jacson, Maria Elizabetha (1797). Botanical Dialogues Between Hortensia and her Four Children, Charles, Harriet, Juliette and Henry Designed For the Use in Schools by a Lady. London: J Johnson. (publicado como By a Lady)

- ——— (1804). Botanical Lectures by a Lady, Altered From ‘Botanical Dialogues For the Use of Schools’, and adapted to the use of persons of all ages, by the same author. London: Johnson. Consultado el 5 de marzo de 2015. (publicado como By a Lady; introducción firmada M.E.J.)

- ——— (1811). Sketches of the Physiology of Vegetable Life. London: Hatchard. Consultado el 5 de marzo de 2015. (publicado como By The Authoress of Botanical Dialogues)

- ——— (1816). The Florist's Manual, or, Hints for the Construction of a Gay Flower-Garden: with Directions for Preventing the Depredations of Insects... (1 edición). London: Henry Colburn. Consultado el 5 de marzo de 2015. (publicado como By The Authoress of Botanical Dialogues and Sketches of The Physiology Of Vegetable Life . 2ª ed. 1822)

- ——— (1827 (año orig. 1816)). The Florist's Manual, or, Hints for the Construction of a Gay Flower-Garden: with Directions for Preventing the Depredations of Insects... (3 edición). London: Henry Colburn. Consultado el 5 de marzo de 2015.